# 唐銘良
唐銘良，新竹客家人，台灣歌手，曾入圍第十八屆金曲獎；2007年母語創作大賽中，獲得最佳表演獎。

## 重要記事
- 入圍第十八屆金曲獎最佳客語歌手
- 第四屆母語原創大賽客語組最佳表演獎